# Black Night (canción de Deep Purple)
«Black Night» es una canción del grupo británico de hard rock Deep Purple, publicada por primera vez como sencillo en junio de 1970 y posteriormente incluida en la edición del vigesimoquinto aniversario del álbum Deep Purple in Rock. El tema se convirtió en un éxito tras su lanzamiento y es hasta la fecha el sencillo de Deep Purple que más alto ha llegado en las listas de Reino Unido, donde alcanzó el puesto n.º 2. En Suiza conquistó el n.º 1, y en Irlanda es uno de los únicos dos temas de Deep Purple que lograron posicionarse; «Black Night» llegó al puesto n.º 4 y es por tanto el único sencillo de la banda en entrar en el Top 10 irlandés. Asimismo, fue el primer sencillo escrito por la banda.

## Composición y grabación
Una vez que el álbum Deep Purple in Rock estuvo listo, la discográfica EMI Records pidió un sencillo adecuado para ayudar a la promoción de ese nuevo trabajo. A pesar de que Roger Glover afirmó que la adaptación realizada en 1962 por Ricky Nelson sobre el tema «Summertime» de George Gershwin fue la base para la composición de «Black Night», también guarda similitudes con el éxito psicodélico de Blues Magoos «(We Ain't Got) Nothin' Yet», de 1966. En el documental de la BBC titulado Heavy Metal Britannia, el teclista Jon Lord apoya la declaración de Glover sobre el origen de la canción, constatando que "«Black Night» se tomó de la línea de bajo del «Summertime» de Ricky Nelson", tras lo cual toca dicha línea de bajo en su piano de cola.

## Interpretaciones en vivo
«Black Night» pasó a ser una parte de los conciertos de Deep Purple poco después de su lanzamiento, generalmente como su primer bis. Tras la marcha de Ian Gillan y Roger Glover de la banda en 1973, la canción dejó de tocarse completa, aunque Ritchie Blackmore a menudo incluía algún fragmento durante sus improvisaciones. A partir de 1984, «Black Night» regresó al repertorio habitual de Deep Purple, por lo cual hay numerosas versiones en directo de la canción.

## Posicionamiento en listas
| Lugar (1970-71)                        | Puesto más alto |
| -------------------------------------- | --------------- |
| Alemania (Media Control Charts)        | 2               |
| Austria (Ö3 Austria Top 40)            | 4               |
| Bélgica (Flandes, Ultratop 50 Singles) | 6               |
| Estados Unidos (Billboard Hot 100)     | 66              |
| Francia (SNEP)                         | 7               |
| Noruega (VG-lista)                     | 2               |
| Países Bajos (MegaCharts)              | 8               |
| Reino Unido (UK Singles Chart)         | 2               |
| Sudáfrica (Springbok Charts)           | 6               |
| Suecia (Kvällstoppen)                  | 6               |
| Suiza (Schweizer Hitparade)            | 1               |

## Componentes
- Ian Gillan - voz
- Ritchie Blackmore - guitarra eléctrica
- Roger Glover - bajo eléctrico
- Jon Lord - órgano Hammond
- Ian Paice - batería

## Versiones
- En 1982, la banda Hellion grabó este tema como cara B de su sencillo «Driving Hard», publicado por Mystic Records a principios de 1983.
- En 1982, la banda The Fall incluyó «Black Night» en un popurrí dentro de la canción «Cash 'n' Carry»; se editó una grabación en 2002 dentro del relanzamiento de Fall in a Hole.
- En 1990, Bruce Dickinson grabó una versión que apareció como cara B del sencillo en directo «Dive! Dive! Dive!». Tocó el tema durante su gira de Tattooed Millionaire.
- En 1990, la banda TISM usó el tema para finalizar su canción «Get Thee in My Behind, Satan», de su álbum Hot Dogma.
- En 1991, Vic Reeves versionó esta canción en su álbum I Will Cure You.
- En 1997, Bad Manners realizó una versión ska en su álbum Heavy Petting.
- CJ Crew realizó una versión de «Black Night» para su recopilatorio Dancemania.
- En 2005, Blackmore's Night introdujo el tema en su DVD en directo Castles and Dreams.
- En 2006, Pat Travers grabó la canción en su álbum P.T. Power Trio 2.
- En 2006, la banda Deicide grabó una versión de «Black Night» en su trabajo The Stench of Redemption, aunque con otra letra.
- En 2007, la banda Twilight Guardians versionó «Black Night» para su álbum Ghost Reborn.
- En 2011, «Black Night» apareció al comienzo de la película francesa Les Lyonnais, de Olivier Marchal.